# Eupoecila intricata
Eupoecila intricata är en skalbaggsart som beskrevs av Lea 1914. Eupoecila intricata ingår i släktet Eupoecila och familjen Cetoniidae. Inga underarter finns listade i Catalogue of Life.